# Filipki Duże
Filipki Duże – wieś w Polsce położona w województwie podlaskim, w powiecie kolneńskim, w gminie Kolno.
W latach 1975-1998 miejscowość administracyjnie należała do województwa łomżyńskiego.

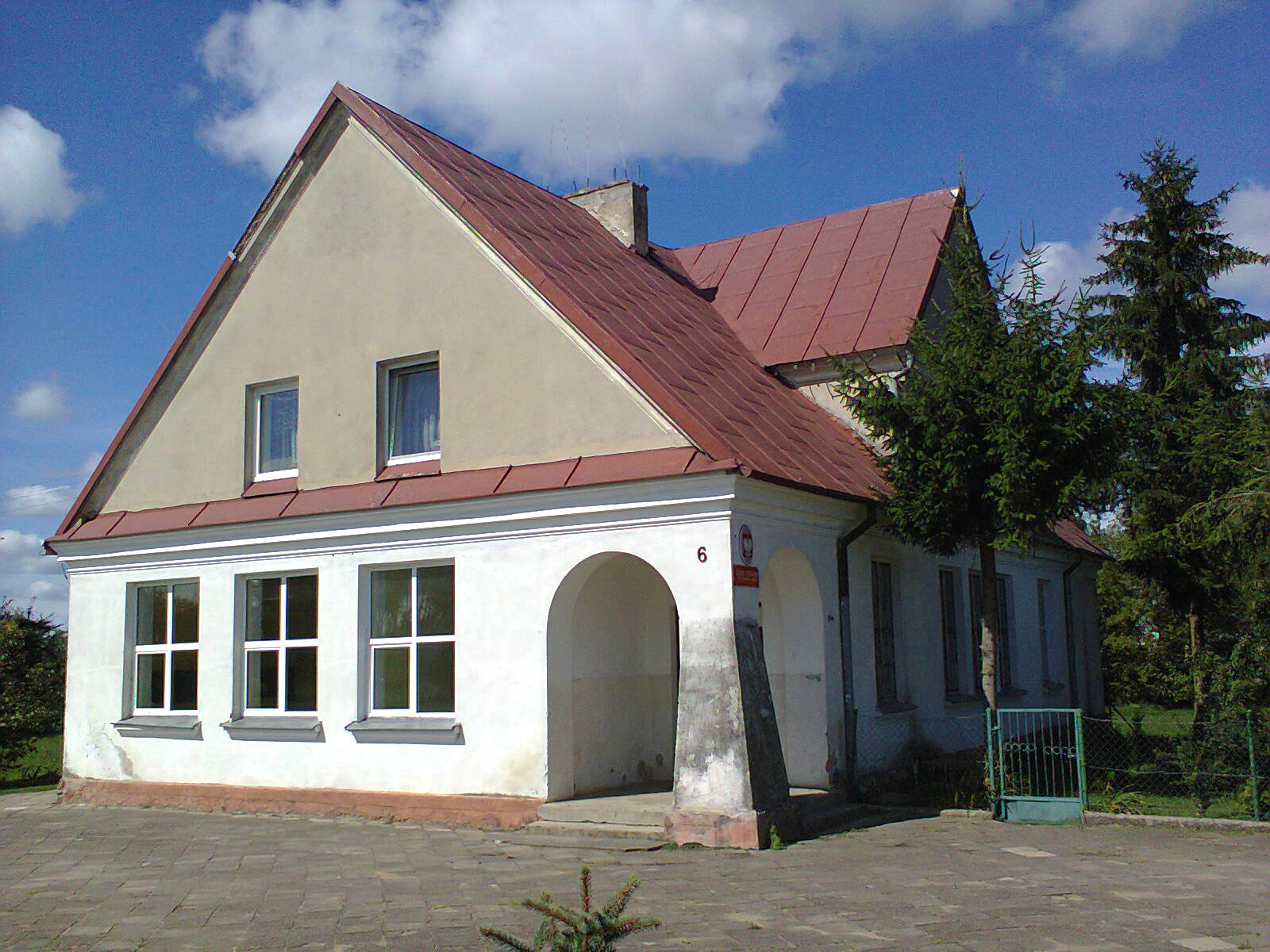
Szkoła podstawowa w Filipkach Dużych

Nazwę Filipki nadano prawdopodobnie w roku 1421. Książę Janusz I, syn Siemowita III, otrzymał po śmierci ojca jedną z dzielnic Mazowsza, dokonywał wielu nadań dla okolicznych terenów. „Między innymi nadał Filipowi z Bukowa 20 włók ziemi położonej nad lewym brzegiem rzeki Wincenty. Tereny te nazywane były wtedy Łowczewo”. Z biegiem lat w Łowczewie każdemu pierwszemu dziecku płci męskiej nadawano imię Filip. „Dzieci te zdrobniale nazywano Filipkami. Stąd też po wielu latach przed nazwą wsi Łowczewo dodano drugi człon, Filipki Łowczewo. Z czasem coraz rzadziej wymieniano oba człony ograniczając się tylko do nazwy Filipki. Wieś ta swym zasięgiem obejmowała dwie osady należące rodowo do dwóch Filipów. Zaczęto je nazywać Filipki Większe i Filipki Mniejsze. Obie rodziny Filipków, zamieszkałe w Większych i Mniejszych Filipkach, w XVIII wieku rozpoczęły ubieganie się nadania im tytułów szlacheckich. Obowiązkiem więc obu rodzin nazywanych tu Filipami było dodanie do nazwiska końcówki „wski”. Od tej pory zapisywano już w kościelnych księgach chrztów nazwisko Filipkowski, a w drugiej połowie XVIII wieku, po uzyskaniu szlachectwa, nazwisku temu nadano herb „Pobóg”.
Inna nazwa wsi Filipki jest odmienna od historycznej. W czasie władania tymi ziemiami przez Księcia Janusza III, tereny te leżały w obrębie tak zwanej Puszczy Zagajnicy. Były to tereny bogate w zwierzynę łowną szczególnie w zające. Ponieważ były to tereny Łowieckie, więc nazywano je Łowczewo. Nazwa ta obejmowała obie wsie Filipki. Zające nazywano wówczas filipami a młode filipkami. Z czasem, na tych terenach zaczęły powstawać niewielkie osady, zaczęto je nazywać Filipki Większe i Filipki Mniejsze. Władze powiatu szczuczyńskiego zmieniły nazwę wsi Filipki Większe na Filipki Duże, a wieś Filipki Mniejsze na Filipki Małe. (Na podstawie książki „Dzieci z pogranicza” Jana Mocarskiego).
Wierni kościoła rzymskokatolickiego należą do parafii Zwiastowania Najświętszej Maryi Panny w Lachowie.